# هایاتو هاسگاوا
هایاتو هاسگاوا (ژاپنی: 長谷川 隼؛ زادهٔ ۱۴ سپتامبر ۱۹۹۷) یک بازیکن فوتبال اهل ژاپن است.
از باشگاه‌هایی که در آن بازی کرده‌است می‌توان به باشگاه فوتبال کاماتامار سان‌اوکی اشاره کرد.